# Psiloxyloideae
Psiloxyloideae é uma subfamília de plantas com flor arbóreas, uma das duas subfamílias que integram a família Myrtaceae. Com duas tribos, o grupo foi elevado ao estatuto de família, como a família Psiloxylaceae Croizat (1960), mantida nos sistemas APG e APG II. Contudo, a partir do sistema APG III voltou a integrar a família Myrtaceae como subfamília, a subfamília Psiloxyloideae R.Schmid, 1980.

## Descrição
Considerada como parte das Myrtaceae pelo sistema de Cronquist, o grupo foi consideradas pelos sistemas APG e APG II como uma família monotípica autónoma, as Psiloxylaceae, compreendendo como uma única espécie Psiloxylum mauritianum, uma árvore produtora de óleos essenciais, de folhas alternas, das regiões tropicais, originária das ilhas Mascarenhas.
Com a publicação do sistema APG III a família passou a ser considerada inválida, passando a integrar novamente as Myrtaceae, agora como a subfamília Psiloxyloideae, com as seguintes tribos:
- Heteropyxideae — com um único género, Heteropyxis, subdividido em três espécies;
- Psiloxyleae — com um único género, Psiloxylum, com uma única espécie, Psiloxylum mauritianum.